# JW Marriott Marquis Dubai

JW Marriott Marquis Dubai — висотний готельний комплекс в Дубаї, ОАЕ. Станом на 2015 будівлі є 28 за висотою в Азії та 36 за висотою у світі, а також будівля була найвищим готелем світу в 2012-2017. Комплекс складається з двох будівель висотою по 355 метрів та по 72 поверхів кожен; одне будувалося в 2006-2012 року, друге — з 2006 до 2013.

## Структура
Готельний комплекс включає 1608 номерів і 15 ресторанів, а також бізнес-центр, конференц-зали, переговорні, спа-салон і торговий комплекс. Крім того, на 7 поверсі однієї з будівель знаходиться 32-метрова чаша-басейн із супутньою інфраструктурою.

## Будівництво
Спочатку компанія The Emirates Group планувала побудувати лише одну 77-поверхову вежу заввишки 350 метрів. Будівництво передбачалося завершити у 2008. Проте потім архітектура будівлі зазнала значних змін. Новий проект веж-близнюків був затверджений у 2006. Спочатку планувалося збудувати вежі заввишки 395 метрів, потім у проект було внесено зміни, і запланована висота будівель знизилася до 355 метрів. Бетонні каркаси обох веж були завершені у квітні 2010, а у квітні 2011 побудовані шпилі.
Відкриття готелю присвячено візиту до Дубаї делегації Міжнародного виставкового бюро: ОАЕ подала заявку на проведення у Дубаї Всесвітньої універсальної виставки «Експо» у 2020.
Вартість проекту склала близько 1,8 млрд. дирхамів ОАЕ (приблизно $432 млн).